# 滋賀県道325号希望が丘文化公園南線
滋賀県道325号希望が丘文化公園南線（しがけんどう325ごう きぼうがおかぶんかこうえんなんせん）は、滋賀県野洲市を通る一般県道である。

## 概要
野洲市小篠原から野洲市南櫻に至る。
滋賀県希望が丘文化公園の南ルートとなる。

### 路線データ
- 起点：野洲市小篠原（滋賀県希望が丘文化公園前、滋賀県道324号希望が丘文化公園北線起点）
- 終点：野洲市南櫻（希望が丘口交差点、国道8号交点）
- 総延長：2.8 km

## 地理

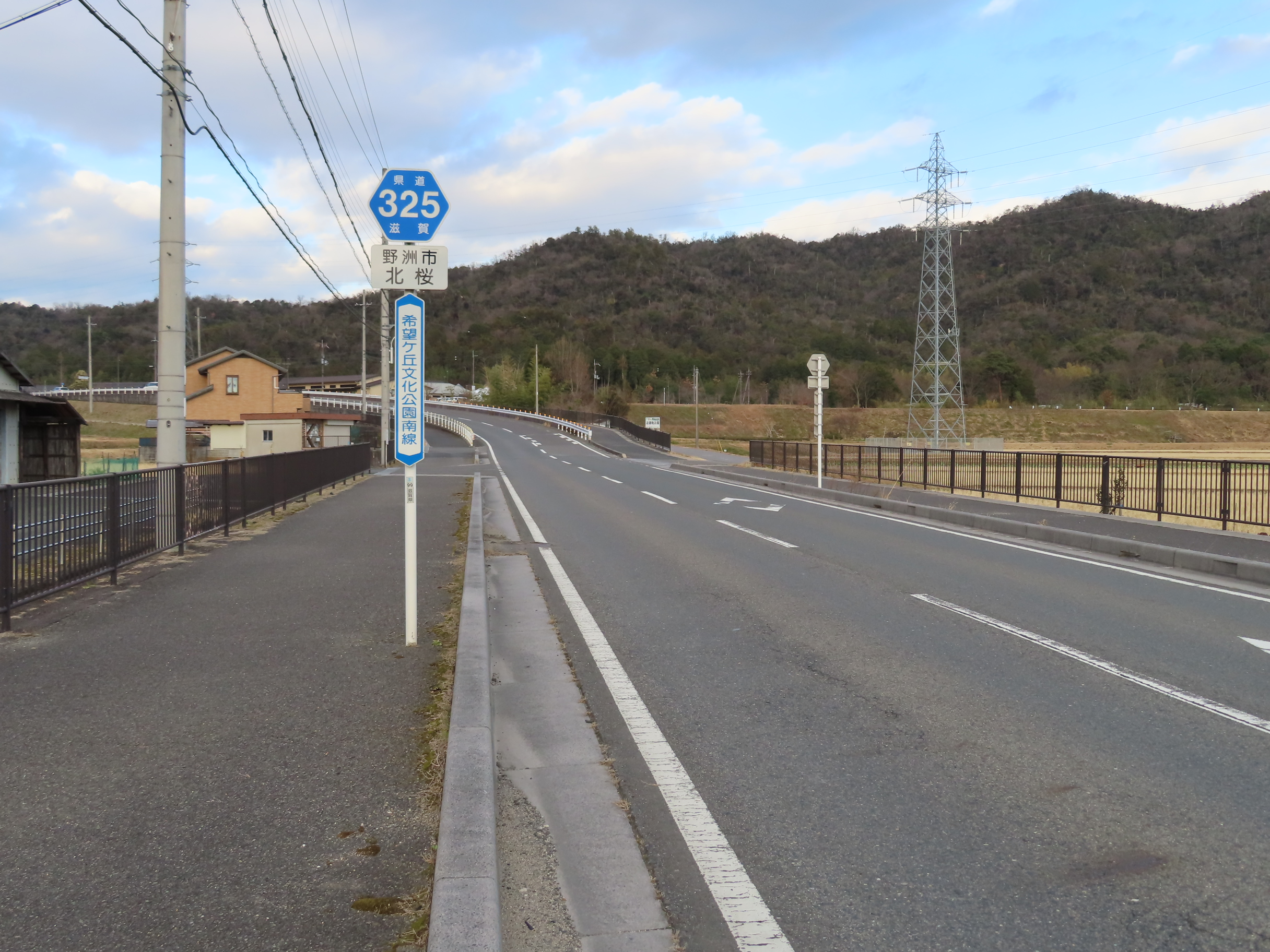
野洲市北櫻

### 通過する自治体
- 野洲市

### 交差する道路
| 交差する道路                      | 交差する場所 | 交差する場所            |
| --------------------------------- | ------------ | ----------------------- |
| 滋賀県道324号希望が丘文化公園北線 | 小篠原       | 起点                    |
| 滋賀県道27号野洲甲西線            | 南櫻         | 希望が丘口交差点 / 終点 |

### 沿線
- 滋賀県希望が丘文化公園
- 希望が丘コースホテル
- 総合教育センター
- 山上ダム
- 滋賀県森林センター
- 桜池
- 滋賀県立近江富士花緑公園
- 社会福祉法人びわこ学園医療福祉センター野洲